# Lesław Wieczorek
Lesław Piotr Wieczorek (ur. 9 czerwca 1963 w Dąbrowie Tarnowskiej) – polski samorządowiec. Od 2018 starosta dąbrowski.

## Życiorys
W 2002 bez powodzenia wystartował w wyborach do rady powiatu dąbrowskiego II kadencji z listy KWW Prawica Powiśla Dąbrowskiego. W 2006 ponownie ubiegał się o wybór do rady powiatu, tym razem z listy Prawa i Sprawiedliwości. Nie uzyskał mandatu, jednakże został członkiem powołanego w 2006 zarządu powiatu. W 2010 otwierał listę PiS i został wybrany do rady powiatu dąbrowskiego IV kadencji. W 2014, startując z 2 miejsca na liście, nie uzyskał reelekcji do rady. Objął jednak mandat w 2015 po wybranym na posła Wiesławie Krajewskim. 
W 2018 ponownie otworzył listę Prawa i Sprawiedliwości i uzyskał najwyższy wynik w okręgu, zostając radnym VI kadencji. 20 listopada 2018 został wybrany na urząd starosty powiatu dąbrowskiego.
W 2023 bez powodzenia startował w wyborach do sejmu z listy PiS.
W 2024 uzyskał najwyższy wynik spośród wszystkich kandydatów i został wybrany do rady powiatu dąbrowskiego VII kadencji. Na inauguracyjnej sesji rady powiatu utrzymał stanowisko starosty.

## Wyniki wyborcze
| Wybory | Komitet wyborczy          | Komitet wyborczy                 | Organ                     | Okręg         | Wynik       |
| ------ | ------------------------- | -------------------------------- | ------------------------- | ------------- | ----------- |
| 2002   |                           | KWW Prawica Powiśla Dąbrowskiego | Rada Powiatu Dąbrowskiego | nr 1          | 151 (2,46%) |
| 2006   |                           | Prawo i Sprawiedliwość           | Rada Powiatu Dąbrowskiego | nr 1          | 271 (3,98%) |
| 2010   | 391 (4,90%)               | Prawo i Sprawiedliwość           | Rada Powiatu Dąbrowskiego | nr 1          |             |
| 2014   | 264 (3,79%)               | Prawo i Sprawiedliwość           | Rada Powiatu Dąbrowskiego | nr 1          |             |
| 2018   | 1023 (12,43%)             | Prawo i Sprawiedliwość           | Rada Powiatu Dąbrowskiego | nr 1          |             |
| 2023   | Sejm X kadencji           | Prawo i Sprawiedliwość           | nr 15                     | 2149 (0,53%)  |             |
| 2024   | Rada Powiatu Dąbrowskiego | Prawo i Sprawiedliwość           | nr 1                      | 1897 (23,31%) |             |